# 1974 (album)
1974 is een muziekalbum van de Nederlandse band Nits. De titel van het album refereert aan het oprichtingsjaar van de band. Het was de bedoeling dat met dit album en de daar op volgende tournee het 30-jarige bestaan van de band werd gevierd. Oud-toetsenist Robert Jan Stips werd gevraagd om deel te nemen aan de albumsessies en de tournee. Oorspronkelijk was het de bedoeling dat ook andere oud-leden mee zouden doen tijdens enkele concerten van de tournee, maar dit is uiteindelijk niet gebeurd. De tournee beviel zo goed dat Stips besloot bij de band te blijven.
De invloed van Stips op het geluid van het album is zeer duidelijk. In tegenstelling tot de Stips-loze albums Alankomaat en Wool staan allerhande keyboardpartijen en originele samples weer centraal. De nummers zijn zeer gevarieerd in stijl en komen ruwer over dan het meer gepolijste geluid van de meeste Nits-albums. Met het album werd een dvd meegeleverd met zes live-nummers uit de periode 1981-2000.
De tournee bracht de band door heel Europa en bevatte naast Hofstede, Kloet en Stips ook toetseniste Laetitia van Krieken, die op de eerdere albums en tournees de plek van Stips had ingenomen. Er bleek minder ruimte te zijn voor twee toetsenisten en van Krieken besloot na afloop van deze tournee de band te verlaten. Oorspronkelijk zou bassiste Arwen Linneman ook mee gaan, maar vanwege haar recente moederschap besloot ze af te zeggen. Ze is daarna niet meer teruggekeerd bij de band.
Tijdens deze tournee trad de band op in verschillende tv-programma's zoals Barend en Van Dorp en Vrienden Van Amstel Live, waarvan ze ook deelnamen aan de Ahoy-concerten gebaseerd op dit programma. Verder vond er een gastoptreden plaats tijdens een concert van BLØF, eveneens in Ahoy. Dit optreden werd uitgebracht op een dvd van deze band. Ondanks deze promotie wist het album slechts 1 week de Album Top 100 te behalen op positie 95.
In maart 2004 vond de tweede Nits-fandag plaats. Er vonden verschillende optredens plaats van fans en de band. Oud-bandleden Arwen Linneman, Leona Phillipo, Peter Meuris, Martin Bakker en Michiel Peters en Barenaked Ladies muzikant Kevin Hearn deelden het podium voor verschillende nummers.

## Musici
- Henk Hofstede – zang, gitaar banjo
- Robert-Jan Stips – toetsen, zang
- Rob Kloet – slagwerk

## Composities
Alle tracks door Hofstede, Stips, Kloet, behalve Welcome Back (Stips) en With Used Furniture We Make A Tree (Hofstede/Kloet) en Chain Of Ifs (Hofstede/Kloet).
1. With Used Furniture We Make A Tree (2:43);[1]
2. Aquarium (4:39);
3. Chain Of Ifs (3:37);
4. Between The Buttons (3:46);
5. Doppelganger (3:02);
6. Canigo (3:15);
7. Welcome Back (3:12);
8. Eifersucht (2:27);
9. Savoy (5:07)
10. Espresso Girl (4:06);
11. Rumspringa (6:03);[2]
12. Athens (4:26).

Bonus dvd
1. Office At Night (Live 1982);
2. The Tender Trap (live 1984);
3. Around the Fish (live 1991);
4. St. Louis Avenue (live 1992);
5. Heart Of Mine (live 1998);
6. 26A (Clouds In The Sky (live 2000, van de Wool DVD).

Singles
With Used Furniture We Make A Tree en een ingekorte versie van Rumspringa worden beiden als promosingle met 1 track uitgebracht.
Radiostations draaiden deze nummers zeer weinig.

### Hitlijsten
| Album met eventuele hitnotering(en) in de Nederlandse Album Top 100 | Datum van verschijnen | Datum van binnenkomst | Hoogste positie | Aantal weken | Opmerkingen |
| ------------------------------------------------------------------- | --------------------- | --------------------- | --------------- | ------------ | ----------- |
| Mega Album Top 100                                                  | 2003                  | 22-11-2003            | 95              | 1            |             |